# Raúl Gutiérrez (actor)
Raúl Cuitláhuac Gutiérrez Naicipa (Bogotá, Colombia, 1 de marzo de 1956 – Ibidem, 25 de julio de 2020)fue un actor y locutor colombiano reconocido por su aparición en varias producciones de televisión de ese país.

## Carrera
Gutiérrez inició su carrera en los medios aportando su voz en la radionovela Kalimán . En la década de 1990, su presencia en telenovelas colombianas empezó a ser notoria apareciendo en producciones como Perro amor en 1998. Inició nuevo milenio registrando actuaciones en series de televisión como Amantes del desierto, Rauzán, Pasión de gavilanes,Doña Bárbara, Montecristo y Luna, la heredera para figurar en la década de 2010 en telenovelas y series como Bella Calamidades, Secretos del paraíso, ¿Quién mató a Patricia Soler? y El Chapo entre otras. Alternó su participación en televisión con el trabajo en radio y cine.

### Fallecimiento
Gutiérrez falleció el 25 de julio de 2020 a los sesenta y cuatro años por Melanoma.El actor Toto Vega dio a conocer la noticia por medio de sus redes sociales y la Asociación Colombiana de Locutores y Comunicadores lamentó de igual manera el hecho.

## Filmografía

### Televisión
- 2017 - El Chapo como Emilio Quintero Payán
- 2015 - ¿Quién mató a Patricia Soler? como Padre
- 2013 - Secretos del paraíso
- 2010 - Bella Calamidades como Profesor
- 2010 - Ojo por ojo como Carlos Suárez
- 2010 - Tu voz estéreo
- 2008 - Doña Bárbara como Diógenes Pernalete
- 2007 - Montecristo como Leonardo Castaño
- 2007 - Zorro, la espada y la rosa como Juvenal Olmos Berroterrán de la Guardia
- 2006 - Criminal como Doctor Ordoñez
- 2006 - Amores de mercado como Padre Pablo
- 2006 - Casados con hijos
- 2005–2007 - Decisiones
- 2005 - La tormenta como El Manco
- 2004-2005 - Luna, la heredera como Valencia
- 2004 - La mujer en el espejo como Cayetano Romero
- 2004 - Pasión de gavilanes como Jaime Bustillo
- 2004 - Me amarás bajo la lluvia como Doctor
- 2003 - Retratos como Fiscal
- 2002 - Siguiendo el rastro
- 2002 - Expedientes
- 2001 - Amantes del desierto como Sergio Góngora
- 2000 - Rauzán como Inspector Callejas
- 2000 - La Baby Sister como Dr. Acuña, abogado
- 1999 - Tabú como Coronel Arango

- 1998 - Perro amor - Mauricio

### Doblaje
- 1993: Droopy, el gran detective - Rumpley